# La Crescent
La Crescent és una població dels Estats Units a l'estat de Minnesota. Segons el cens del 2008 tenia 4.912 habitants.

## Demografia
Segons el cens del 2000, La Crescent tenia 4.923 habitants, 1.940 habitatges, i 1.367 famílies. La densitat de població era de 631,5 habitants per km².
Dels 1.940 habitatges en un 35% hi vivien nens de menys de 18 anys, en un 59,1% hi vivien parelles casades, en un 8,8% dones solteres, i en un 29,5% no eren unitats familiars. En el 26% dels habitatges hi vivien persones soles l'11,3% de les quals corresponia a persones de 65 anys o més que vivien soles. El nombre mitjà de persones vivint en cada habitatge era de 2,49 i el nombre mitjà de persones que vivien en cada família era de 3,02.
Per edats la població es repartia de la següent manera: un 27,3% tenia menys de 18 anys, un 7,1% entre 18 i 24, un 28,6% entre 25 i 44, un 21,2% de 45 a 60 i un 15,8% 65 anys o més.
L'edat mediana era de 38 anys. Per cada 100 dones de 18 o més anys hi havia 89,1 homes.
La renda mediana per habitatge era de 45.433$ i la renda mediana per família de 54.708$. Els homes tenien una renda mediana de 40.316$ mentre que les dones 24.308$. La renda per capita de la població era de 21.361$. Entorn del 0,8% de les famílies i el 3,9% de la població estaven per davall del llindar de pobresa.

## Poblacions més properes
El següent diagrama mostra les poblacions més properes.